# Geometria de Zariski
Na matemática, a geometria de Zariski consiste de uma estrutura abstrata apresentada por Ehud Hrushovski e Boris Zilber, com intuito de dar caracterização a Topologia de Zariski numa curva algébrica, e tudo que está em seu poder. A topologia de Zariski num produto de variedades algébricas é muito raro uma Topologia produto, porém mais rica em conjuntos fechados definidos por equações que misturam dois conjuntos de variáveis. O resultado descrito dá um sentido bem definido aplicado a curvas projetivas e superfície de Riemann em particular.

## Definição
Uma geometria de Zariski consiste de um conjunto X  e uma estrutura topológica em cada um dos conjuntos
X, X2, X3, …
satisfazendo certos axiomas.
(N) Cada um dos Xn é um espaço topológico Noetheriano, de dimensões, no máximo, n.
Algumas terminologias padrão para espaços de Noetheriano vão ser assumidas agora:
(A) Em cada Xn, os subconjuntos definidos pela igualdade em uma n-tupla são fechados. Os mapeamentos
Xm → Xn
definidos projetando certas coordenadas e colocando outras como constantes são todos contínuos.
(B) Para uma projeção:
p: Xm → Xn
e um conjunto fechado irredutível Y de X m, p(Y) está entre seu fechamento Z e Z \ Z′ onde Z′
é um subconjunto fechado próprio de Z. (Esta é uma eliminação de quantificadores, em um nível abstrato)
(C) X é irredutível.
(D) Existe uma linha uniforme no número de elementos de um filamento em uma projeção de qualquer conjunto fechado em Xm, exceto nos casos onde o filamento é X.
(E) Um subconjunto irredutível fechado de Xm, de dimensão r', quando intersectado com um conjunto diagonal tal que as coordenadas s são iguais, tem todos os componentes de dimensão pelo menos r − s + 1.
A próxima condição é chamada muito ampla. É assumido que existe um conjunto fechado irredutível P de algum Xm, e um subconjunto fechado irredutível Q de P× X², com as seguintes propriedades:
(I) Dados pares (x, y), (x′, y′) em  X², para algum t em P, o conjunto de (t, u, v) em Q inclui (t, x, y) mas não (t, x′, y′)
(J) Para t ora de um subconjunto próprio fechado de P, o conjunto de (x, y) em X²,  (t, x, y) em Q é um conjunto fechado irredutível de dimensão 1.
(K) Para todos os pares  (x, y), (x′, y′) em  X², selecionados de fora de um subconjunto fechado próprio, existe algum t em P tal que o conjunto de (t, u, v) em Q inclui (t, x, y) e (t, x′, y′).
Geometricamente, isto diz que há curvas suficientes para separar pontos (I), e para conectar pontos (K); e que estas curvas podem ser obtidas de uma única família paramétrica.
Então Hrushovski e Zilber provaram que sob estas condições existe um campo algébrico fechado K, e uma curva algébrica não-singular C, tal que sua geometria de Zariski e sua topologia de Zariski é isomórfica à dada. Resumindo, a geometria pode ser transformada em álgebra.